# Vultures (álbum de Axewound)
Vultures é o álbum de estreia do supergrupo britânico-canadense AxeWound, lançado em 2 de outubro de 2012. A primeira música, "Post Apocalyptic Party", foi lançada em 1.º de maio de 2012, quando o fundador do grupo, Matt Tuck, revelou a formação, que inclui o vocalista do Bullet for My Valentine, além de Liam Cormier, vocalista do Cancer Bats; Mike Kingswood, ex-guitarrista do Glamour of the Kill; Joe Copcutt, ex-baixista do Rise to Remain; e Jason Bowld, baterista do Pitchshifter. A segunda faixa do álbum, "Cold", estreou em 29 de maio. O guitarrista do Avenged Sevenfold, Synyster Gates, participou na faixa-título, contribuindo com um solo de guitarra. O álbum foi produzido por Matt Tuck e mixado e masterizado por Machine.

## Faixas
| Original CD    |                                   |         |  |
| N.º            | Título                            | Duração |  |
| 1.             | "Vultures" (feat. Synyster Gates) | 3:46    |  |
| 2.             | "Post Apocalyptic Party"          | 4:47    |  |
| 3.             | "Victim of the System"            | 2:41    |  |
| 4.             | "Cold"                            | 4:10    |  |
| 5.             | "Burn Alive"                      | 4:32    |  |
| 6.             | "Exorchrist"                      | 3:48    |  |
| 7.             | "Collide"                         | 5:56    |  |
| 8.             | "Destroy"                         | 3:34    |  |
| 9.             | "Blood Money and Lies"            | 3:35    |  |
| 10.            | "Church of Nothing"               | 4:46    |  |
| Duração total: | Duração total:                    | 41:35   |  |

## Créditos
AxeWound
- Matt Tuck – guitarra rítmica, vocais, produção
- Liam Cormier – voz principal
- Mike Kingswood – guitarra solo
- Joe Copcutt – baixo
- Jason Bowld – bateria, percussão

Créditos adicionais
- Synyster Gates – guitarra solo na faixa "Vultures"
- Matt Bond – piano, strings na faixa "Collide"
- Martyn "Ginge" Ford – engenheiro
- Machine – mixagem, masterização